# Юнусов, Махамаджан Сабирович
Махамаджан Сабирович Юнусов (05.11.1932 — 15.10.2003) — советский и узбекистанский учёный в области ядерной физики, академик АН РУз (2000).

## Биография
После окончания Среднеазиатского университета (1955) работал в Институт ядерной физики АН УзССР: младший, старший научный сотрудник, заведующий лабораторией научной дозиметрии (1971—1978, 1982—1983), директор СКБ с опытным заводом (1978—1979, 1988—1989), директор института (1988—1989), с 1989 г. ведущий научный сотрудник.
Первый заместитель генерального директора НПО «Физика-Солнце» АН Узбекской ССР (1987—1988).
Зав. кафедрой физики Ташкентского электротехнического института связи (ТЭИС) (1983—1986), проректор по научной работе (1983—1988).
Доктор физико-математических наук (1981), профессор (1983), член-корреспондент АН Узбекской ССР (1987), академик АН РУз (2000).
Лауреат Государственной премии им. Абу Райхон Ал-Беруни за исследование глубокоуровневых примесей и дефектов в кремнии (1991).
Заслуженный деятель науки Республики Узбекистан (1993).
Сочинения:
- Физические явления в кремнии, легированном элементами платиновой группы / М. С. Юнусов; Отв. ред. П. К. Хабибуллаев. — Ташкент : Фан, 1983. — 80 с. : ил.; 21 см.
- Элементарный курс физики : Справ. пособие для поступающих в вузы / М. Исмаилов, М. С. Юнусов. — Ташкент : Укитувчи, 1990. — 487 с. : ил.; 21 см; ISBN 5-645-00912-6
- Физические свойства облученного кремния / [М. С. Юнусов, С. Н. Абдурахманова, А. Ахмадалиев и др.; Отв. ред. М. С. Юнусов, Л. П. Хизниченко]; АН УзССР, Ин-т ядер. физики. — Ташкент : Фан, 1987. — 148 с. : ил.; 22 см.
- Подпороговые радиационные эффекты в полупроводниках / [М. С. Юнусов, С. Н. Абдурахманова, М. А. Зайковская и др.; Отв. ред. М. С. Юнусов, Л. П. Хизниченко]; АН УзССР, Ин-т ядер. физики. — Ташкент : Фан, 1989. — 222 с. : ил.; 22 см; ISBN 5-648-00075-8
- Элементарные атомные процессы и электронная структура дефектов в полупроводниках [Текст] / [М. С. Юнусов, А. Ш. Махмудов, Б. Л. Оксенгендлер и др.]; отв. ред. П. К. Хабибуллаев; АН УзССР, Ин-т ядер. физики. — Ташкент : Фан, 1986. — 173, [1] с. : ил.; 22 см.